# مؤسسة العتبة الرضوية المقدسة
مؤسسة العتبة الرضوية المقدسة واسمها بالفارسية: آستان قدس رضوي (بالفارسية: آستان قدس رضوی)؛ شركة مساهمة عامة شبه حكومية إيرانية يقع مقرها في مدينة مشهد في خراسان الرضوية، مسجلة في بورصة طهران للأوراق المالية تحت رمز التداول: «AQR». تعتبر مؤسسة العتبة الرضوية المقدسة، الذراع الإدارية التي تدير «مرقد الإمام رضا» المعروف باسم العتبة الرضوية، بالإضافة إلى إدارتها لجهات عديدة مختلفة تابعة للمؤسسة ومرتبطة بالعتبة الرضوية. يرجع تاريخ إنشاء نواة المؤسسة إلى مؤسس الدولة الصفوية إسماعيل الصفوي، الذي أمر بإنشائها في 11 أبريل 1510، بينما تاريخ المؤسسة بشكلها شبه الحديث إلى مؤسس الدولة القاجارية محمد خان القاجاري، في عام 1795.
تؤمن «مؤسسة العتبة الرضوية المقدسة» مواردها الأساسية من الأوقاف المرتبطة بالعتبة الرضوية، وهي لاعب رئيسي في اقتصاد مدينة مشهد بشكل خاص وإحدى الأذرع الاقتصادية في إيران، وقد أعفيت من دفع الضرائب بأمر من المرشد الإيراني روح الله خميني سنوات عديدة، بلغت 35 عامًا حتى ألغي أمر الإعفاء في عام 2019.

## عملها
تصنف «مؤسسة العتبة الرضوية المقدسة» ضمن مؤسسات الرعاية الاجتماعية والتنمية الاقتصادية، وتدير شبكة واسعة من الشركات الصناعية والتجارية والمالية والإنشائية والزراعية إضافة إلى مؤسسات تعليمية وإعلامية وثقافية ورياضية وطبية مختلفة. وقد بلغ عدد العاملين المرتبطين بالمؤسسة وشركاتها حتى عام 2021 نحو 210 آلاف شخص.

## ارتباطها
تعد «مؤسسة العتبة الرضوية المقدسة» إحدى الجهات المرتبطة بمكتب المرشد الأعلى في إيران، ويُعين رئيسها من قبل المرشد نفسه لما للمنصب من أهمية رمزية دينية إضافة إلى قوته المالية التي تجعله أحد أطراف صناعة القرار وإن كان بشكل غير مباشر في إيران. ويُمكن أن يُذكر إبراهيم رئيسي بوصفهِ ثاني من ترأس العتبة الرضوية المقدسة في عهد نظام الجمهورية الإسلامية ما بين عامي 2016-2019، وذلك بعد وفاة عباس واعظ طبسي، قبل أن يترشّح ويُنتخب في يونيو 2021 رئيسًا للجمهورية.

## عقوبات
في 13 فبراير 2021، أدرجت الولايات المتحدة «مؤسسة العتبة الرضوية المقدسة» ضمن لائحة العقوبات على إيران، وقد عللت قرار فرض العقوبات بكون المؤسسة من المؤسسات الممولة والداعمة للإرهاب.

## روابط خارجية
- الموقع الرسمي